# Emil Gette
Emil Gette (* 1840 in Freienwalde; † 1887) war ein deutscher Architekt und preußischer Baubeamter, der vor allem in Potsdam und in Berlin tätig war.

## Leben
Emil Gette war der Sohn des Kastellans von Schloss Freienwalde. Nach dem Studium an der Berliner Bauakademie, das er mit der Bauführer-Prüfung (dem ersten Staatsexamen im Baufach) abschloss, war er 1867/1868 als Mitarbeiter von Hermann Blankenstein bei der Bauleitung für den Umbau des Brandenburger Tors in Berlin tätig, legte 1869 die Baumeister-Prüfung (das zweite Staatsexamen) ab, wurde Kreisbauinspektor in Potsdam und trug zuletzt den Titel Baurat.

## Bauten
In den 1880er Jahren entstanden in Potsdam und Umgebung einige Bauwerke im Stil der Neurenaissance und vor allem der Neugotik nach Gettes Entwürfen. Die neugotischen Kirchen Gettes folgten dabei Vorbildern der märkischen Backsteingotik. Die Erweiterung der Dorfkirche in Eiche passt sich stilistisch dem 1771 nach Entwürfen von Georg Christian Unger errichteten spätbarocken Ursprungsbau an. Von Gette sind auch Entwürfe für Möbel überliefert.
- 1876–1880: Matthäuskirche in (Berlin-)Steglitz
- 1880–1883: Bauleitung für das von Karl Friedrich Endell entworfene Gebäude des Landgerichts Potsdam, Hegelallee 8[1]
- 1881–1882: Umbau, Erweiterung und Neugestaltung des Innenraums der 1771 erbauten Dorfkirche in Eiche
- 1882–1883: Hauptsteueramt in Potsdam, Burgstraße 31[2]
- 1883: Umbau der Französischen Kirche in Potsdam
- 1883–1886: Neue Dorfkirche in Golm (gen. „Kaiser-Friedrich-Kirche“, unter Mitwirkung von Max Spitta)
- 1884–1885: Erweiterungsbau der Oberrechnungskammer in Potsdam, Yorckstraße 19/20 (Brockessches Haus)
- 1887: Dorfkirche in Geltow